# Eternalismo
El eternalismo es una corriente filosófica que trata de describir la naturaleza ontológica del espacio-tiempo (es decir, lo que "es" el espacio-tiempo). Se basa en la noción del tiempo como una dimensión más del universo físico, junto al espacio, de tal manera que el futuro puede decirse que ya está ahí (no necesariamente el eternalismo implica negar una corriente objetiva del tiempo). A veces se conoce esta teoría como “bloque de tiempo” o “universo de bloque”, así conocido por su descripción del universo como un todo parmenídeo inalterable (2020, G. E. Romero) dotado de cuatro dimensiones, en oposición a la idea comúnmente aceptada de universo tridimensional modulado por el paso del tiempo. Su contrario es el presentismo, aunque pueden existir posturas teóricas intermedias. Según el presentismo, solo el tiempo presente es real. El eternalismo considera que pasado y futuro son reales a la vez, y al establecer un continuo real, se relativiza el estatus real exclusivo del presente; el eternalista suele exponer el presente como una simple ficción o ilusión, convención o un estado psicológico de los seres cognitivos.
Dado que el eternalismo considera reales, pasado y futuro como un mismo proceso, se compromete lógicamente con el sustantivismo: tesis según la cual el espacio-tiempo no solo es una propiedad de relación entre cosas, también es una substancia real. Si no se admitiera esto, no podría sostenerse que pasado y futuro existen de por sí. Sin embargo, la inversa (ser sustantivista del espacio-tiempo, pero no eternalista) no implica ésta unión entre ambas posturas ontológicas.
Si se define ‘Mundo’ como la composición de todos los eventos y procesos, y al espacio-tiempo se lo define como un sistema de eventos; se puede llegar a deducir que, en un cosmos 4-dimensional, el espacio-tiempo es una dimensión más que no cambia respecto a nada, por lo que permanece estático. Según algunos autores (2012, G. E. Romero) esto podría demostrar que los antiguos eleáticos de la Antigua Grecia (véase Parménides y Zenón de Elea) tenían cierta razón en su concepción del mundo como inmutable, cuyos cambios solo son ficciones locales (aunque esto tampoco implica que no pueda concebirse un equivalente a los cambios para el cosmos de eventos y procesos).

## Problemas con el flujo temporal
La noción popular indica que el tiempo está dividido en tres divisiones o regiones distintas, el pasado, el presente y el futuro. Si usamos este modelo, el pasado se encuentra fijado inalterablemente y el futuro es mera posibilidad, indefinida y nebulosa. A medida que pasa el tiempo, el momento que fue una vez el presente se subsume en el pasado, mientras que una parte del futuro se transforma en el nuevo presente. De acuerdo con esta concepción, el tiempo avanza con un momento presente sucesivamente distinto en el futuro, y dejando atrás el pasado.
Este modelo convencional presenta ciertas dificultades filosóficas, y no es fácil de conciliar con las teorías científicas en boga, tales como la teoría de la relatividad. 

### Simultaneidad
La relatividad especial ha demostrado que el concepto de simultaneidad no es universal. Cada observador ubicado en su propio marco de referencia tendrá su propia percepción de qué sucesos ocurren en el pasado y cuáles en el futuro, ya que no hay una forma de identificar un punto exacto del universo como “el presente”. Sin embargo, cada observador puede encuadrarse en su individual flujo del tiempo, aunque su presente no sea universal.

### Singularidad de presentes
No existe ninguna razón fundamental para que un particular “presente” sea más válido que otro. Observadores en cada punto del tiempo se considerarán a ellos mismos en el presente, sin embargo, cada momento del tiempo tiene su “turno” de ser el momento presente, de acuerdo con las teorías del flujo del tiempo, de manera que la situación termina en una simetría.

### Velocidad del tiempo
El concepto de flujo del tiempo puede ser considerado como internamente inconsistente, sólo con hacer la pregunta de con qué rapidez fluye el mismo. Sin embargo, la cuestión puede no ser diferente de cuál es la longitud del metro. Esto significa que todos los procedimientos de medida son arbitrarios. La relatividad permite al tiempo moverse a distintas velocidades, pero siempre refiriéndonos a medidas tomadas por observadores en distintos marcos de referencia. Cada observador mide su propio reloj avanzando a la misma velocidad.

### El argumento de McTaggart
En su conocido trabajo La irrealidad del tiempo ("The Unreality of Time", 1908), el idealista J. M. E. McTaggart divide nuestra manera de comprender el tiempo en dos series: Serie A (la noción habitual de pasado, presente y futuro) y Serie B (noción de antes y después que). Trató de demostrar que la Serie A era lógicamente incoherente y debía ser descartada, y que la Serie B era insuficiente para una apropiada descripción del tiempo. La conclusión del pensador era que el tiempo es irreal, sin embargo, varios físicos y filósofos han sostenido que la Serie B es todo lo que hace falta para completar una teoría del tiempo.

### El argumento de G. E. Romero
Según Gustavo Esteban Romero (2018, Scientific Philosophy; Springer), la alternativa para explicar la naturaleza del tiempo más ajustada a la ciencia moderna y a la Relatividad General de Einstein, es el eternalismo; dado que el presentismo (opuesto al eternalismo: solo existe/es real el presente) es objetable. Lo refuta (pag. 143) de la siguiente forma:
P1: Existen las ondas gravitacionales.
P2: Las ondas gravitacionales tienen una curvatura de Weyl no-nula (W ≠ 0; véase tensor de curvatura).
P3: Una curvatura de Weyl no-nula solo es posible en un mundo de 4 o más dimensiones.
P4: El presentismo es incompatible con un mundo en 4 dimensiones o más, porque se define en un mundo de 3 dimensiones postuladas.
C: El presentismo es falso.

## La alternativa eternalista
El eternalismo afronta estos problemas al considerar todos los puntos del tiempo igualmente válidos como marco de referencia, o, si se prefiere, igualmente reales. 
Esto no elimina el concepto de pasado y futuro, pero los toma como “direcciones” más que como estados. Que un punto del tiempo esté en el futuro o en el pasado depende enteramente del marco de referencia que estés usando como base de observación.
Un observador en cada punto del tiempo puede solo recordar sucesos que están en el pasado relativo a él mismo, y no en su futuro relativo, y de esta forma la ilusión subjetiva del paso del tiempo se mantiene.
Psicológicamente, la flecha del tiempo se apoya en la asimetría del hecho de que recordamos hechos pasados, pero no hechos futuros, así como en la constancia de la irreversibilidad de todo suceso, es decir, que las cosas avanzan en una sola dirección temporal (como el envejecimiento biológico o el incremento de entropía). La perspectiva eternalista sugiere que no existe el paso del tiempo; así, el tic-tac del reloj se limita a medir duraciones entre eventos, igual que las marcas de una cinta métrica miden longitudes o distancias entre lugares.
El eternalismo tiene implicaciones para el concepto de libre albedrío, al proponer que los sucesos futuros están fijados inmutablemente y, como los pasados, es imposible cambiarlos (véase determinismo). Sin embargo, otros autores (v. G. E. Romero) sostienen que el libre albedrío no se define correctamente, por lo que cabría ver si el eternalismo rechaza o tolera una noción de libre albedrío u otra.
El eternalismo se basa, en suma, en dos supuestos distintos. Uno es que el tiempo es una dimensión real. El otro es su inmutabilidad, que no es consecuencia necesaria de lo primero. Un universo en el que el azar cambia es posible que sea indistinguible de la interpretación de los muchos universos —multiverso—  de la mecánica cuántica, en la cual hay múltiples bloques de tiempo.

### Ideas eternalistas
1. Tememos a la muerte porque creemos que cuando llegue dejaremos de existir para siempre. Para el eternalismo, sin embargo, la muerte no es más que uno de nuestros límites temporales, y no debe ser más preocupante que el nacimiento.
2. Vas a ir al dentista o ya lo has hecho. El sentido común dice que preferirías haberlo hecho ya. Pero si el eternalismo es correcto, da igual la situación en que te encuentres.
3. Cuando hemos superado alguna experiencia desagradable, nos alegramos de haberla dejado atrás. Pero para el eternalismo no hay una propiedad que haga que algo termine o no vuelva a ocurrir, pues se prolongará eternamente.

## Objeciones filosóficas
Filósofos como John Lucas arguyen que el universo de bloque ofrece una visión del tiempo profundamente inapropiada. Su defecto reside en la explicación del paso del tiempo, en la preeminencia del presente, la dirección del tiempo y la diferencia entre futuro y pasado.

## Objeciones de la física
El eternalismo toma su inspiración de la física, sobre todo del argumento de Rietdijk-Putnam, en el cual la relatividad de la simultaneidad es usada para mostrar que cada punto en el universo puede contener un conjunto diferente de acontecimientos en su momento presente. Según el presentismo esto es imposible porque hay sólo un momento presente que es instantáneo y abarca el universo entero.
Algunos filósofos también apelan a una teoría específica que es "eterna" en un sentido más radical que el resto de la física, la hipótesis de la gravedad cuántica. Esta idea se contiene, por ejemplo, en la teoría de eternidad de Julian Barbour. Por otra parte, George Ellis arguye que el tiempo está ausente de las teorías cosmológicas debido sencillamente a los detalles que éstas omiten.